# Kanton Saint-Hilaire-des-Loges
Kanton Saint-Hilaire-des-Loges (fr. Canton de Saint-Hilaire-des-Loges) je francouzský kanton v departementu Vendée v regionu Pays de la Loire. Tvoří ho 10 obcí.

## Obce kantonu
- Faymoreau
- Foussais-Payré
- Mervent
- Nieul-sur-l'Autise
- Oulmes
- Puy-de-Serre
- Saint-Hilaire-des-Loges
- Saint-Martin-de-Fraigneau
- Saint-Michel-le-Cloucq
- Xanton-Chassenon